# ダイハツ・AB型エンジン
ダイハツ・AB型エンジンは、ダイハツ工業が生産していた軽自動車用エンジンの一つである。
英語版では、AB型をベースにボアアップを施したAD型を含めたダイハツ・A系列エンジンとして解説されている為、この項にてAD型エンジンについても併せて記述を行う。

## 概要
1976年1月1日の軽自動車の規格変更に伴い、同年5月より当時のフェローとハイゼットに搭載された軽自動車用550ccエンジンで、基本仕様は4サイクル水冷直列2気筒SOHC4バルブ（1気筒あたり2バルブ方式）、内径71.6mm×行程68.0mm、総排気量547ccである。
AB型の前身として2ストローク360ccのZM型が存在したが、自動車排出ガス規制の強化に対応する為、開発当時、業務提携を結んでいた後の親会社となるトヨタ自動車の技術支援の下で開発された。ガソリンを燃料とし、鋳鉄製シリンダーブロックとアルミ合金製シリンダーヘッド、カムシャフトはタイミングベルトで駆動され、燃焼室はリーンバーンを行う為にトヨタトータルクリーンシステム(TTC-L)より技術導入されたTGP乱流生成ポッド（Turbulence Generating Pot）を採用、DECS-Lの名称が用いられたこの技術の導入と小型の触媒の併用により、AB型は昭和53年排出ガス規制に適合した。
AB型には当時の競合エンジンであった三菱・2G2系エンジンやスバル・EK型エンジンと同様に、2本のバランサーシャフトも採用され、直列4気筒に匹敵する低振動を実現したが、結果として製造コストが高くなる要因にもなった。
1気筒当たりの排気量が660cc規格の3気筒エンジンや360ccエンジンより大きくエンジンの粘りとトルクがある。ショートストロークエンジンであるが低回転から粘りがあり、エンストしにくく市街地走行に適したセッティングとなっている。ただし吹け上がりは後継であるEB型（4サイクル水冷直列3気筒550cc、SOHC6バルブ【AB型同様、1気筒あたり2バルブ方式】）の方が滑らかである。
1983年にはターボが搭載され、ミラとハイゼットアトレーに搭載された。ただし黎明期の軽自動車用のターボエンジンであるため、インタークーラーや電子制御インジェクションは装備されていない。
1985年に後継エンジンであるEB型を搭載したクオーレとミラが登場し、1986年4月のハイゼットのフルモデルチェンジに伴いダイハツ製車両への搭載は終了した。
AB型のうちAB20は、ポルトガルの商用車メーカーen:EntrepostoにOEM供給され、Entreposto Sado 550向けに500基余りが搭載された。また、国内市場でのライバルメーカーであったスズキも、1976年の規格改定に自社での550ccの4サイクルエンジン(後のスズキ・F5A)の開発が間に合わなかった為に、一時的にAB10のOEM供給を受け、4代目スズキ・フロンテ 7-Sに搭載していた。

## 系譜
- AB型（1976年） → EB型（これより水冷直列3気筒・1985年） → EF型（1990年） → KF型（2005年-現在）
- AD型（1980年） → ED型（これより水冷直列3気筒・1985年-現在）

## バリエーション・搭載車種
AB型の型式番号は2桁の数字の組み合わせで表され、10の位が1及び3はエンジンを直立させて配置するもの、5はアンダーフロアレイアウトによりエンジンを水平に配置するものを示す。1の位が5のものはターボエンジンである。

### AB10
- NA・キャブレター

L40型フェローマックス
L40型クオーレ
4代目スズキフロンテ

### AB20
- NA・キャブレター

S40型ハイゼット
S60型ハイゼット
S65型ハイゼット、ハイゼットアトレー

### AB30
- NA・キャブレター

L40型フェローマックス
L55型ミラクオーレ

### AB35
- ターボ・キャブレター

L55型ミラクオーレ

### AB40
- NA・キャブレター

L55型クオーレ

### AB50
- NA・キャブレター

S65型ハイゼット、ハイゼットアトレー

### AB55
- ターボ・キャブレター

S65型ハイゼットアトレー

### AB型各型の諸元
|       |         | 最大出力 | 最大出力 | 最大出力    | 最大トルク | 最大トルク | 最大トルク | 最大トルク | 工業規格 | 圧縮比                                                           | 燃料供給装置 | 触媒 | 搭載車種(輸出仕様含む)                                                                  | 備考                                    |
| PS    | kW      | rpm      | kg.m     | N.m         | lb.ft      | rpm        |            |            | 工業規格 | 圧縮比                                                           | 燃料供給装置 | 触媒 | 搭載車種(輸出仕様含む)                                                                  | 備考                                    |
| ----- | ------- | -------- | -------- | ----------- | ---------- | ---------- | ---------- | ---------- | -------- | ---------------------------------------------------------------- | ------------ | ---- | --------------------------------------------------------------------------------------- | --------------------------------------- |
| AB10  | 4V SOHC | 28       | 21       | 6,000       | 3.9        | 38         | 28         | 3,500      | JIS      |                                                                  | キャブレター | ●    | フェローマックス 550 (L40/L40V) マックスクオーレ (L45/L40V) スズキ・フロンテ 7-S (SS11) |                                         |
| AB30  | 4V SOHC | 29       | 21       | 6,000       | 4.0        | 39         | 29         | 3,500      | JIS      | 9.2                                                              | キャブレター | –    | クオーレバン (L40V) ミラクオーレ (L55V)                                                 | 軽商用車のみ                            |
| AB30  | 4V SOHC | 31       | 23       | 6,000       | 4.2        | 41         | 30         | 3,500      | JIS      | 9.2                                                              | キャブレター | ●    | クオーレ (L45) クオーレ (L55)                                                           |                                         |
| AB31  | 4V SOHC | 30       | 22       | 6,000       | 1          | 10         | 7          | ??         | JIS      |                                                                  | キャブレター | ?    | ミラ/ミラクオーレ (L55V)                                                                |                                         |
| AB-?? | 4V SOHC | 27       | 20       | 6,000       | 4.5        | 44         | 33         | 3,500      | DIN      | 9.2                                                              | キャブレター | –    | クオーレバン (L40V) ミラ/ミラクオーレ (L55V)                                            | 輸出仕様                                |
| AB35  | 4V SOHC | 41       | 30       | 6,000       | 5.7        | 56         | 41         | 2,500      | JIS      | 8.2                                                              | ターボ       | –    | ミラ・ターボ (L55V)                                                                     | IHI製ターボチャージャー                 |
| AB20  | 4V SOHC | 28       | 21       | 5,500       | 4.0        | 39         | 29         | 3,500      | JIS      |                                                                  | キャブレター | –    | ハイゼット 550 (S40) ハイゼットワイド 550 (S60) Entreposto Sado 550                     |                                         |
| AB20  | 4V SOHC | 28       | 21       | 5,500       | 4.2        | 41         | 30         | 3,500      | JIS      | ハイゼット 550 (S65/66) ハイゼットアトレー (S65/66, 81.04-82.03) | キャブレター | –    |                                                                                         |                                         |
| AB50  | 4V SOHC | 29       | 21       | 5,500       | 4.4        | 43         | 32         | 3,500      | JIS      |                                                                  | キャブレター | ●    | ハイゼットアトレー (S65/66, 82.04-83.09)                                                | 水平配置 53年規制適合(乗用車)           |
| AB51  | 4V SOHC | 29       | 21       | 5,300       | 4.5        | 44         | 33         | 3,500      | JIS      |                                                                  | キャブレター | ●    | アトレー (S65/66, 83.09-86.03)                                                          | キャブセッティング、点火時期変更        |
| AB55  | 4V SOHC | 39       | 29       | 5,500/5,300 | 5.9        | 58         | 43         | 3,000      | JIS      |                                                                  | ターボ       | ●    | アトレー・ターボ (S65/66, 83.10-86.03)                                                  | 最大出力と回転数は1984年2月のモデルより |

## AD型
ダイハツ・AD型エンジンは、AB型をベースに617cc(0.62L)としたバージョンである。当時の軽自動車規格に合致しない排気量であった為、輸出仕様への搭載の為にのみ生産された。このエンジンはダイハツ車では欧州向けL60S/60V型ダイハツ・クオーレ/ハンディバンのみに1982年から1986年に掛けて搭載され、しばしばダイハツ・ドミノの名称でも販売された。内径76.0mm×行程68.0mm、SOHC・2バルブ、キャブレター仕様のみが生産された。また、イノチェンティ・ミニの廉価版であるミニ650SEにも、1984年から1987年に掛けて出力31PS(23kW)/5,700rpm、トルク45Nm(33lbft)/3,500rpmのAD型が搭載されていた。

## リンク
- ダイハツ・エンジン一覧